# Lijst van county's in Wisconsin
De Amerikaanse staat Wisconsin is onderverdeeld in 72 county's:

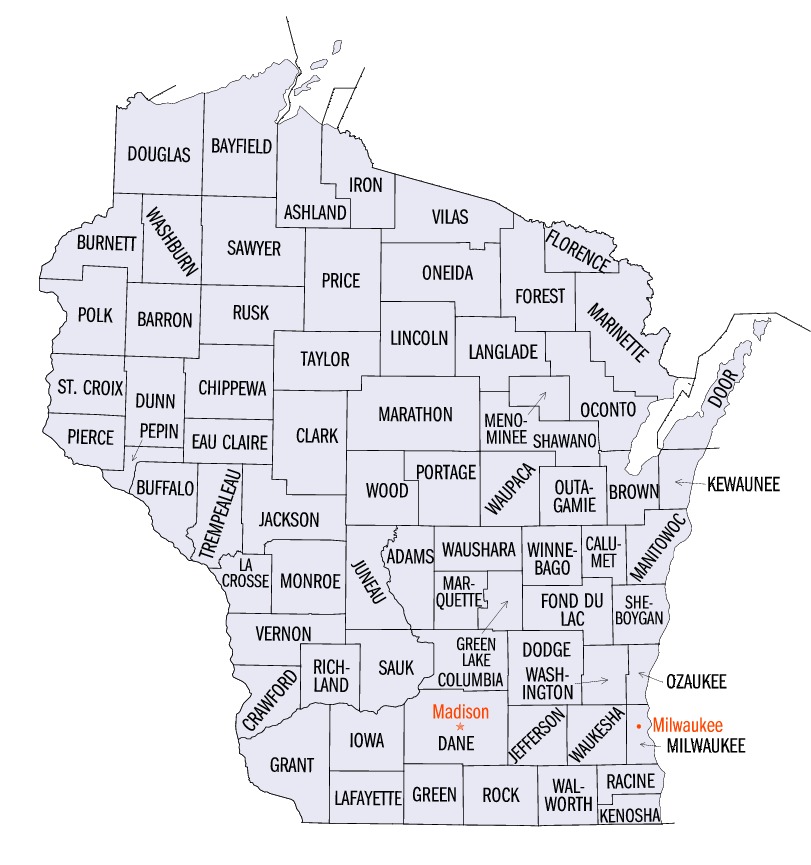
County's van Wisconsin

| County      | Inwoners 1 juli 2007 | Hoofdplaats       | Inwoners 1 juli 2007 |
| ----------- | -------------------- | ----------------- | -------------------- |
| Adams       | 20.675               | Friendship        | 743                  |
| Ashland     | 16.296               | Ashland           | 8064                 |
| Barron      | 45.606               | Barron            | 3158                 |
| Bayfield    | 15.039               | Washburn          | 2105                 |
| Brown       | 243.132              | Green Bay         | 100.781              |
| Buffalo     | 13.812               | Alma              | 894                  |
| Burnett     | 16.321               | Siren             | 831                  |
| Calumet     | 44.323               | Chilton           | 3611                 |
| Chippewa    | 60.402               | Chippewa Falls    | 13.319               |
| Clark       | 33.490               | Neillsville       | 2574                 |
| Columbia    | 55.280               | Portage           | 9802                 |
| Crawford    | 16.998               | Prairie du Chien  | 5768                 |
| Dane        | 476.785              | Madison           | 228.775              |
| Dodge       | 87.786               | Juneau            | 2596                 |
| Door        | 27.811               | Sturgeon Bay      | 8975                 |
| Douglas     | 43.721               | Superior          | 26.625               |
| Dunn        | 42.329               | Menomonie         | 15.421               |
| Eau Claire  | 97.406               | Eau Claire        | 64.980               |
| Florence    | 4768                 | Florence          | ---                  |
| Fond du Lac | 99.124               | Fond du Lac       | 42.063               |
| Forest      | 9807                 | Crandon           | 1864                 |
| Grant       | 48.792               | Lancaster         | 3869                 |
| Green       | 35.727               | Monroe            | 10.512               |
| Green Lake  | 18.735               | Green Lake        | 1138                 |
| Iowa        | 23.561               | Dodgeville        | 4502                 |
| Iron        | 6307                 | Hurley            | 1586                 |
| Jackson     | 19.856               | Black River Falls | 3457                 |
| Jefferson   | 80.213               | Jefferson         | 7792                 |
| Juneau      | 26.548               | Mauston           | 4264                 |
| Kenosha     | 162.921              | Kenosha           | 96.265               |
| Kewaunee    | 20.533               | Kewaunee          | 2813                 |
| La Crosse   | 111.411              | La Crosse         | 50.719               |
| Lafayette   | 15.819               | Darlington        | 2257                 |
| Langlade    | 20.302               | Antigo            | 8088                 |
| Lincoln     | 29.659               | Merrill           | 9649                 |
| Manitowoc   | 80.928               | Manitowoc         | 33.033               |
| Marathon    | 129.958              | Wausau            | 38.054               |
| Marinette   | 42.571               | Marinette         | 10.759               |
| Marquette   | 14.982               | Montello          | 1445                 |
| Menominee   | 4616                 | Keshena           | 1394                 |
| Milwaukee   | 951.252              | Milwaukee         | 602.191              |
| Monroe      | 43.112               | Sparta            | 8971                 |
| Oconto      | 37.466               | Oconto            | 4610                 |
| Oneida      | 36.243               | Rhinelander       | 7687                 |
| Outagamie   | 173.703              | Appleton          | 70.017               |
| Ozaukee     | 85.602               | Port Washington   | 11.020               |
| Pepin       | 7383                 | Durand            | 1879                 |
| Pierce      | 39.577               | Ellsworth         | 3116                 |
| Polk        | 44.265               | Balsam Lake       | 1041                 |
| Portage     | 68.272               | Stevens Point     | 24.849               |
| Price       | 14.465               | Phillips          | 1483                 |
| Racine      | 195.099              | Racine            | 78.805               |
| Richland    | 18.142               | Richland Center   | 5077                 |
| Rock        | 159.623              | Janesville        | 63.012               |
| Rusk        | 14.655               | Ladysmith         | 3525                 |
| Sauk        | 58.477               | Baraboo           | 11.049               |
| Sawyer      | 17.088               | Hayward           | 2285                 |
| Shawano     | 41.072               | Shawano           | 8630                 |
| Sheboygan   | 114.504              | Sheboygan         | 48.130               |
| St. Croix   | 81.131               | Hudson            | 12.049               |
| Taylor      | 19.312               | Medford           | 4050                 |
| Trempealeau | 27.815               | Whitehall         | 1608                 |
| Vernon      | 29.014               | Viroqua           | 4327                 |
| Vilas       | 22.083               | Eagle River       | 1542                 |
| Walworth    | 100.800              | Elkhorn           | 9077                 |
| Washburn    | 16.682               | Shell Lake        | 1308                 |
| Washington  | 128.211              | West Bend         | 29.778               |
| Waukesha    | 379.333              | Waukesha          | 66.762               |
| Waupaca     | 52.045               | Waupaca           | 5849                 |
| Waushara    | 24.766               | Wautoma           | 2068                 |
| Winnebago   | 162.154              | Oshkosh           | 64.592               |
| Wood        | 73.944               | Wisconsin Rapids  | 17.493               |

Alabama · Alaska · Arizona · Arkansas · Californië · Colorado · Connecticut · Delaware · Florida · Georgia · Hawaï · Idaho · Illinois · Indiana · Iowa · Kansas · Kentucky · Louisiana · Maine · Maryland · Massachusetts · Michigan · Minnesota · Mississippi · Missouri · Montana · Nebraska · Nevada · New Hampshire · New Jersey · New Mexico · New York · North Carolina · North Dakota · Ohio · Oklahoma · Oregon · Pennsylvania · Rhode Island · South Carolina · South Dakota · Tennessee · Texas · Utah · Vermont · Virginia · Washington · West Virginia · Wisconsin · Wyoming